# Свети Димитър (Гарван)
„Свети Димитър Солунски (Мироточивий)” е православна църква в село Гарван, община Ситово, област Силистра. Част е от Доростолската епархия на Българската православна църква.

## История
Построена е от бял камък в периода 1887-1892 година от известни дряновски майстори.

## Архитектура и стенописи
Църковният храм „Свети Димитър Солунски” представлява каменна кръстокуполна базилика (погледната от птичи поглед е във формата на кръст, а най-високата част в средата представляваща купол-полукълбо).
Иконите са изографисани от тревненския зограф Георги Стаецу. Има шест царски икони - с образите на Иисус Христос, Света Богородица с младенеца, Светги Йоан Предтеча, Свети Димитър Солунски, Свети Архангел Михаил и Свети Георги, шест икони с библейски сцени- моменти от пътя на Исус Христос към Голгота, 12 малки икони с образите на 12-те апостоли и икона изобразяваща - Тайната вечеря на Исус Христос и учениците му. Пред иконите (в средата) има разпятие с изображението на Исус Христос.
Целият храм е от каменна зидария, дърворезба и ковано желязо.